# نلسون الیس
نلسون الیس (انگلیسی: Nelsan Ellis؛ زادهٔ ۳۰ نوامبر ۱۹۷۷ - ۸ ژوئیه ۲۰۱۷) یک هنرپیشه اهل ایالات متحده آمریکا بود. وی از سال ۲۰۰۲ تا ۲۰۱۷ مشغول فعالیت بوده‌است.
از فیلم‌ها یا برنامه‌های تلویزیونی که وی در آن نقش داشته‌است می‌توان به خدمتکاران، خون حقیقی، بنیادگرای ناراضی، رفتار بد خدایان و پیشخدمت اشاره کرد.
وی در ۸ ژوئیه ۲۰۱۷ در سن ۳۹ سالگی درگذشت.